# 薩瑟克湖 (克里米亞)

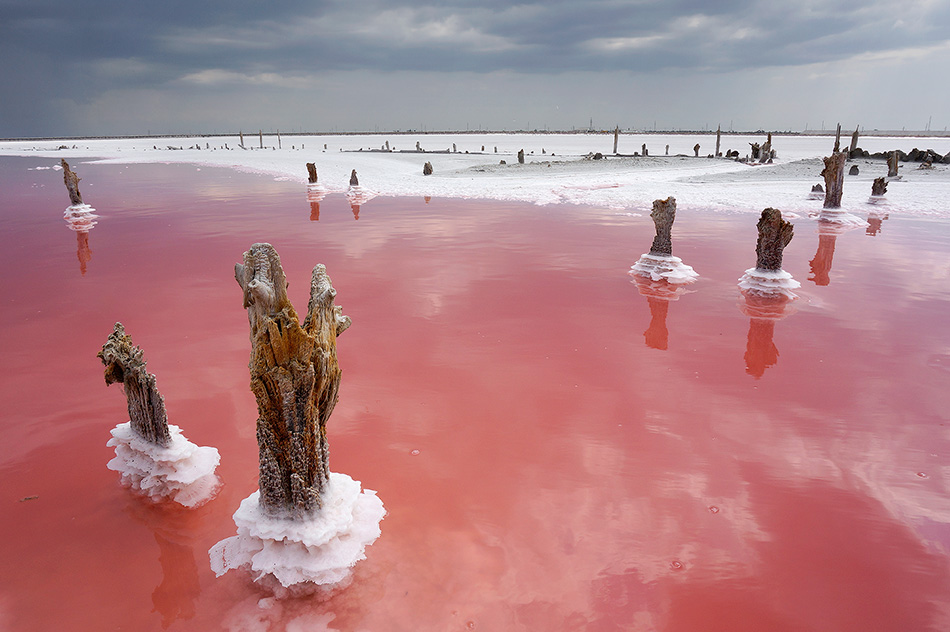

薩瑟克湖（羅馬化：Sasyk），是烏克蘭的湖泊，位於該國克里米亞半島，處於黑海沿岸，長14公里、寬9公里，面積75平方公里，該湖泊平均水深0.5米，最大水深1.5米。